# Annie Cohen-Solal
Annie Cohen-Solal (Algeri, 1948) è una scrittrice e storica francese, nota soprattutto per le sue biografie di Jean-Paul Sartre, del gallerista newyorkese Leo Castelli, dei pittori Mark Rothko e Pablo Picasso. Ha pubblicato numerosi saggi e curato esposizioni internazionali, occupandosi di arte, migrazione e circolazione interculturale.

## Biografia
Nata in Algeria, Annie Cohen-Solal ha vissuto in numerosi paesi e parla numerose lingue.
Come accademica, ha ricoperto incarichi presso la Freie Universität Berlin, l'Università Ebraica di Gerusalemme, la Tisch School of Art (NYU), l'École des Hautes Études en Sciences Sociales, l'Università di Caen (Basse-Normandie), l'École Normale supérieure di Parigi. Dal 2022 è Distinguished Professor presso l'Università Bocconi di Milano (Dipartimento di Scienze Sociali e Politiche). Fin dai suoi primi progetti come ricercatrice, Annie ha integrato tecniche dall’etnografia e dall’antropologia alla tradizionale ricerca d’archivio storico – soprattutto in contesti interculturali.
Come scrittrice, dopo il dottorato di ricerca con la tesi Paul Nizan, communiste impossible (1980), svolta sotto la supervisione della professoressa Annie Kriegel e successivamente pubblicata, Cohen-Solal ha ricevuto l’incarico da André Schiffrin (Pantheon Books, New York) di scrivere la prima biografia di Jean-Paul Sartre.
Pubblicato nel 1985, il volume è stato tradotto in sedici lingue. In occasione del centenario di Sartre nel 2005, il suo tour internazionale di conferenze l'ha portata in Brasile, dove insieme a Gilberto Gil valutò la creazione di una cattedra dedicata a Sartre presso l'Università di Brasilia. Ha poi co-diretto l'organizzazione della Sartre Night all'École normale supérieure (ENS), coinvolgendo studenti e ricercatori come filosofi, storici e geografi, e ha tenuto un seminario di ricerca dal titolo "La geopolitica di Sartre" (2013).
Nel luglio 2023, è stata invitata a tenere il discorso inaugurale per la Sartre UK Society a Oxford. La sua conferenza, "Chi ha ancora paura di Sartre?", ha sviluppato alcuni dei temi già affrontati in una sua Tribune pubblicata in precedenza su Le Monde.
In qualità di consigliere culturale presso l'ambasciata francese negli Stati Uniti, con sede a New York (1989-1993), Cohen-Solal si è confrontata con numerosi ambiti: è riuscita a portare Les Atrides di Ariane Mnouchkine alla Brooklyn Academy of Music (BAM) e ha creato il primo programma accademico interdisciplinare francese negli Stati Uniti, i cosiddetti “centri d’eccellenza” statunitensi.
Nel giugno 2009, presso il consolato francese a New York, le è stato conferito il titolo di Chevalier dans l'ordre national de la Légion d'Honneur, la più alta onorificenza francese, dall'Ambasciatore Pierre Vimont.
Sempre a New York, il primo incontro di Cohen-Solal con Leo Castelli la porta a spostare il suo interesse dagli intellettuali europei agli attori del mondo dell'arte. Nel contesto di un articolato progetto che si è poi sviluppato come storia sociale dell’artista statunitense, s'inseriscono Americani per sempre. I pittori di un mondo nuovo: Parigi 1867 - New York 1948 (2000) e Leo & C. Storia di Leo Castelli (2010). Cohen-Solal ha inoltre pubblicato New York-Mid Century (2014), con Paul Goldberger e Robert Gottlieb, e Mark Rothko: Toward the Light in the Chapel (2014). Adottando una prospettiva storica di lunga durata (longue durée) e sviluppando un’analisi multidimensionale delle dinamiche artistiche, Cohen-Solal ha messo in luce le varie reti di attori che hanno reso possibile l’affermazione dell’artista negli Stati Uniti e lo spostamento del baricentro del mondo dell’arte verso il contesto americano. Nel 2001, ha prodotto una serie di 25 programmi per France-Culture dal titolo From Frederic Church to Jackson Pollock, the Heroic March of American Painters. Ha fatto parte della giuria del Latvian Architecture Award a Riga (2015) e di quella dell'Evens Art Prize ad Anversa (2016). 
Dal 2015 è amministratore fiduciario del Paris College of Art.

Nell’ambito della sua ricerca sull’arte e sugli artisti, nonché sulle circolazioni intellettuali e sociali, ha ricevuto l’incarico dalla Yale University Press di scrivere su Mark Rothko. Cohen-Solal ha quindi pubblicato Mark Rothko: Toward the Light in the Chapel per la collana Jewish Lives della Yale University Press, tradotto in sei lingue. Seguendo il percorso sociale e geografico del pittore, il volume ha mostrato come Rothko — bambino ebreo immigrato negli Stati Uniti all’età di dieci anni — sia diventato un agente di trasformazione culturale, riuscendo a integrare le molteplici aree culturali cui apparteneva, in particolare nella Cappella Rothko (Houston, Texas) voluta dalla famiglia de Menil e inaugurata nel 1971.
Nel 2014 Annie Cohen-Solal è nominata commissaria generale della mostra Magiciens de la terre: retour sur une exposition légendaire, della quale pubblica anche il catalogo insieme a Jean-Hubert Martin. La mostra, tenuta al Centre Georges Pompidou, è una rilettura critica della mostra originale del 1989, Magiciens de la terre, curata da Jean-Hubert Martin in qualità di commissario generale. La mostra segnò una svolta nella scena artistica francese, dando visibilità a numerosi artisti contemporanei non occidentali fino ad allora esclusi dai circuiti museali europei. L’iniziativa evidenzia il ruolo pionieristico dell’edizione del 1989 e promuove una riflessione sul superamento dei confini disciplinari, integrando strumenti di analisi antropologica e socioculturale nel contesto museale.
Nel 2015, insieme allo storico Jeremy Adelman (Università di Princeton), è stata co-direttrice del gruppo di ricerca “Crossing Boundaries” presso il CASBS (Center for Advanced Behavioral Sciences) della Stanford University.
Seguendo la sua visione globale dei flussi artistici, la Fondazione Maeght di Saint-Paul-de-Vence le ha affidato il saggio per ilc catalogo Christo and Jeanne-Claude: Barrels (2016). 
Il suo libro più recente, Un étranger nommé Picasso (Prix Femina Essai, Fayard, 2021; Gallimard Folio, 2023), è stato pubblicato in inglese da Farrar, Straus & Giroux (2023), in spagnolo da Paidós (2023), in polacco da Znak Koncept (2023), in cinese da Yilin Press (2025) e in italiano da Marsilio (2024), ricevendo il riconoscimento di Libro dell’anno 2024 da parte del Giornale dell’Arte.
A partire dal suo libro, Cohen-Solal ha curato la mostra Picasso l'étranger per il Musée national de l'Histoire de l'Immigration de la Porte Dorée, in collaborazione con il Musée national Picasso-Paris. La mostra si è tenuta dal 12 ottobre 2021 al 13 febbraio 2022 e ha vinto il premio Historia 2022 per la migliore mostra storica.
Una seconda versione dell’esposizione, intitolata A Foreigner Called Picasso, è stata allestita a New York presso la Gagosian Gallery (West 21st Street) dal 10 novembre al 22 dicembre 2023.
Nel 2024 la mostra è arrivata in Italia: è stata inaugurata il 5 settembre a Palazzo Te di Mantova con il titolo Picasso a Palazzo Te. Poesia e Salvezza, in collaborazione con il Musée national Picasso-Paris e la famiglia dell’artista. 
Dal 20 settembre 2024 al 2 febbraio 2025 Picasso lo straniero è stata poi ospitata a Palazzo Reale di Milano, promossa dal Comune di Milano e prodotta da Marsilio Arte, in collaborazione con il Musée national Picasso-Paris, il Musée national de l'Histoire de l'Immigration de la Porte Dorée, e il Musée Magnelli – Musée de la céramique di Vallauris.
L’ultima tappa della mostra, dopo il successo di Mantova e Milano, si è tenuta a Roma presso Palazzo Cipolla - Museo del corso, dal 27 febbraio al 29 giugno 2025. Picasso lo straniero è stata organizzata da Fondazione Roma con Marsilio Arte, in collaborazione con il Musée national Picasso-Paris (primo prestatore), il Palais de la Porte Dorée, il Museu Picasso di Barcellona, il Musée Picasso di Antibes, il Musée Magnelli – Musée de la céramique di Vallauris e importanti collezioni storiche private europee.

## Opere

### Libri

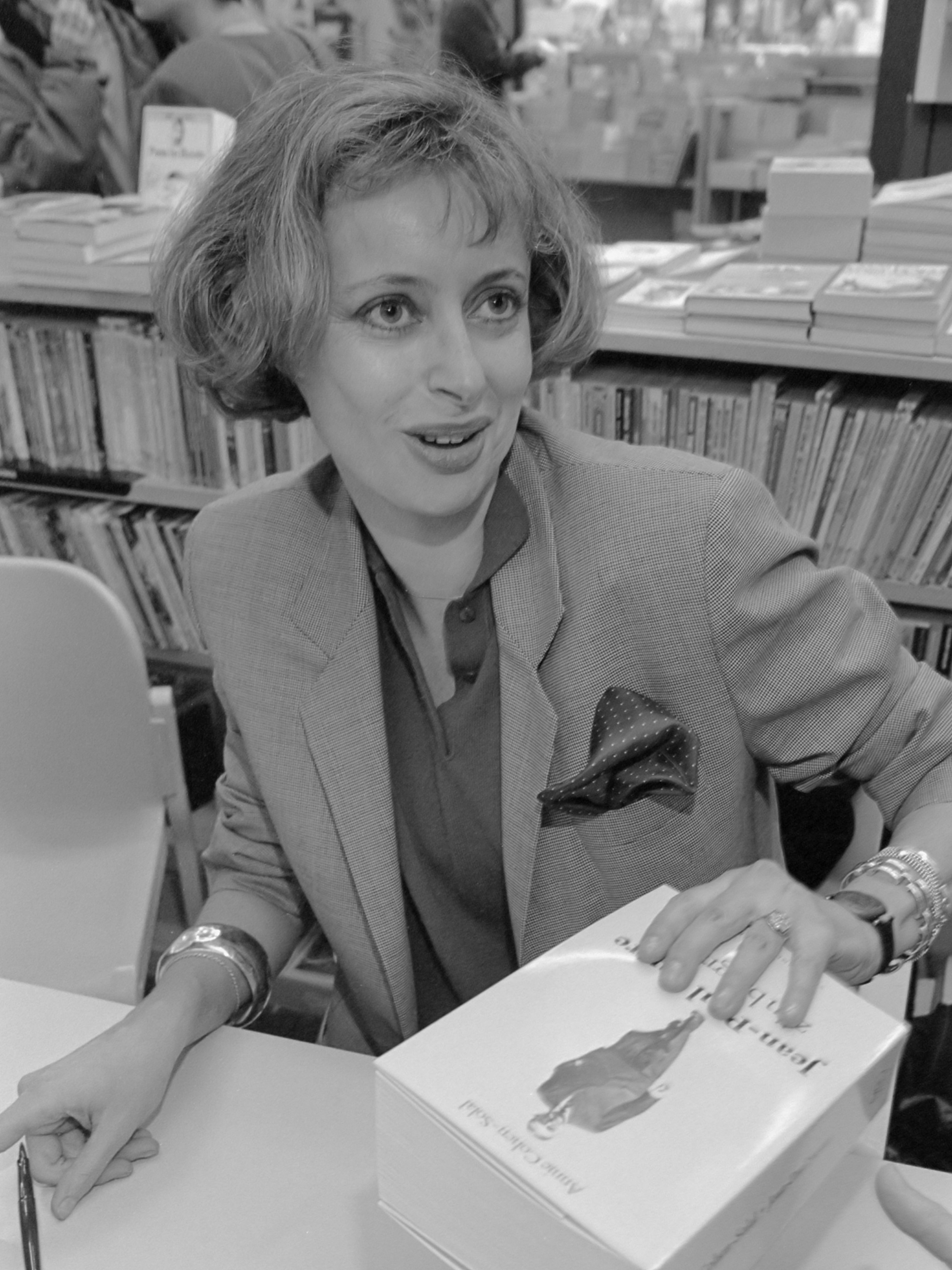
Cohen-Solal nel 1988

- Un étranger nommé Picasso, Paris, Gallimard, coll. Folio, 2021. Vincitore del Prix Femina essai 2021.[17]
- Revisiting the Rothko Chapel, Paris, Brepols Publishers, 2020.
- Mark Rothko: Toward the Light in the Chapel, New Haven, Yale University Press, 2015. (Collana Jewish Lives).
- Une Renaissance sartrienne, Paris, Gallimard, 2013. Tradotto in spagnolo.
- Leo Castelli et les siens, Paris, Gallimard, 2009. incitore del Prix Artcurial 2010.[18]
- Sartre, un penseur pour le XXIe siècle, Paris, Gallimard, 2005. (Coll. « Découvertes Gallimard / Littératures », n. 468).
- Jean-Paul Sartre, Paris, PUF, 2005. (Coll. Que sais-je?, n. 3732).
- «Un jour, ils auront des peintres». L'avènement des peintres américains (Paris 1867 - New York 1948), Paris, Gallimard, 2000. Vincitore del Prix Bernier de l'Académie des beaux-arts 2000.
- Sartre 1905–1980, Paris, Gallimard, 1985. (Coll. "Folio-Essais").
- Sartre: A Life, tradotto da Anna Cancogni, Pantheon Books, 1988. Riedito da The New Press, 2005.

### Cataloghi e saggi
- Picasso lo straniero, catalogo della mostra, Marsilio Arte, 2025.
- Picasso lo straniero, catalogo della mostra, Marsilio Arte, 2024.
- Picasso, l’étranger, catalogo della mostra, Fayard, 2021.
- Istanbul/Montparnasse, Les Peintres Turcs de l’École de Paris, autrice Clotilde Scordia, prefazione di Annie Cohen-Solal, Declinaison, 2021.
- France-Amérique. Un échange de bons procédés, Flammarion / France Culture, coll. Essais/Documents, 2018.
- Calder, Forgeron de géantes libellules, Paris, Gallimard e Musée Soulages, 2017.
- La valeur de l'art contemporain, Paris, PUF, 2016. Con Cristelle Teroni; coll. "La vie des idées".
- « In Quest of The Mastaba », in Christo et Jeanne-Claude: Barils/Barrels, Fondation Maeght, 2016.
- The Broad Collection, Prestel, 2015.
- Calder/Prouvé, New York, Gagosian Gallery, 2014.
- Magiciens de la terre: retour sur une exposition légendaire, con Jean-Hubert Martin, Paris, Éditions du centre Pompidou, Éditions Xavier Barral, 2014, 400 p.
- New York Mid-Century, con Paul Goldberger e Robert Gottlieb, New York, Thames & Hudson, 2014, 399 p.
- Artistes et déracinement : le cas de Mark Rothko, in Migrations, réfugiés, exil, Éditions Odile Jacob, coll. Travaux du Collège de France, 2012.
- The multiples territories of Cy Twombly, in Cy Twombly. Works from The Sonnabend Collection, Eykyn Maclean, a cura di Kristy Bryce, 2012.
- Alexander Calder – Les Années Parisiennes, 1926-1933, Éditions du Centre Georges Pompidou, 2009.
- The Ultimate Challenge for Alfred H. Barr, Jr.: Transforming the Ecology of American Culture, 1924–1943, p.196–214, in: Abstract Expressionism: The International Context, a cura di Joan Marter, New Brunswick, Rutgers University Press, 2007.
- Existentialism Is a Humanism, p. 3–15, prefazione all’edizione inglese di *Explication de L'Étranger* e *L'Existentialisme est un humanisme*, New Haven, YUP, 2007.
- SARTRE, Gallimard / Bibliothèque nationale de France, 2005.
- Jean-Paul Sartre Iconographie commentée, Paris, Gallimard, 1991, album "La Pléiade".
- Lettre d'Italie, in Lettres d'Europe, Albin Michel, Paris, 1988.
- Paul Nizan, communiste impossible, Paris, Grasset, 1980.